# 2019 en animation asiatique
 (juillet 2019).
Voir aussi : 2019 au cinéma - 2019 à la télévision
2018 en animation asiatique - 2019 en animation asiatique - 2020 en animation asiatique

## Événements
- Le 18 juillet : un incendie criminel s'est déclaré dans le studio 1 de Kyoto Animation vers 10 h 30 JST[1].

- Le 6 septembre, Crunchyroll a annoncé qu'elle est devenue l'investisseur majoritaire de Viz Media Europe[2],[3].

- Le 24 septembre 2019, Aniplex et Sony Pictures Television ont annoncé la consolidation de leurs services de diffusion en streaming d'anime sous une nouvelle coentreprise composée de Funimation, de Madman Anime Group (AnimeLab) et de Wakanim, et dirigée par Funimation[4]. Dans le cadre de cette entreprise commune, Funimation acquerra et distribuera des titres pour FunimationNow, AnimeLab et Wakanim[5].

## Festivals et conventions
- Du 16 au 17 février : Paris Manga & Sci-Fi Show 27 au parc des expositions de la porte de Versailles en France[6].

- Du 22 au 24 février : Japan Expo Sud 10e Vague au Marseille Chanoten France[7].

- Du 2 au 3 mars : Mang'Anîmes 2019 au parc des Expositions de Nîmes en France[8].

- Du 8 au 10 mars : Made In Asia 2019 au Brussels Expo en Belgique[9].

- Le 9 mars : MAGIC 2019 au Grimaldi Forum Monaco à Monaco[10].

- Du 30 au 31 mars : Montpellier Anime Game Show 2019 au parc des expositions de Montpellier en France[11].

- Du 10 au 15 juin : 43e édition du Festival international du film d'animation d'Annecy en France[12].

- Du 4 au 7 juillet : Japan Expo 20e Impact au parc des expositions de Paris-Nord Villepinte en France[13].

- Du 4 au 7 juillet : Anime Expo 2019 au Los Angeles Convention Center aux États-Unis[14].

- Du 2 au 4 août : AnimagiC 2019 au Mannheimer Rosengarten en Allemagne[15].

- Du 9 au 12 août : Comiket 96 au Tokyo Big Sight au Japon[16].

- Du 29 au 31 décembre : Comiket 97 au Tokyo Big Sight au Japon[16].

## Principales diffusions en France

### Films
- 23 février : Projection spéciale de Fate/stay night: Heaven's Feel II Lost Butterfly au Grand Rex à Paris[17].

- 13 mars : Sortie nationale de Dragon Ball Super: Broly, de Tatsuya Nagamine et d'Akira Toriyama[18].

- 5 juillet : Avant-première française de Saga of Tanya The Evil: The Movie à l'occasion de la 20e édition de la Japan Expo[19].

- 24 juillet : Sortie nationale de Wonderland : Le Royaume sans pluie, de Keiichi Hara[20].

- 30 juillet : Projection spéciale de Rascal Does Not Dream of a Dreaming Girl au Grand Rex à Paris et au Kinepolis de Lomme à Lille le 30 juillet 2019[21].

- 31 juillet : Sortie nationale de Promare, d'Hiroyuki Imaishi[22].

- 14 août : Sortie nationale de Le Mystère des pingouins, d'Hiroyasu Ishida[23].

- 12 septembre : Avant-première de One Piece: Stampede dans 22 villes françaises, 2 belges et 2 luxembourgeoises[24].

- 13 novembre : Sortie nationale de Je veux manger ton pancréas, de Shin'ichirō Ushijima et de Yoru Sumino[25].

## Diffusions au Japon
| Saison            | Début diffusion                                                               | Titre           | Format                                               | Studio d'animation | Chaîne de diffusion |
| H I V E R         |                                                                               |                 |                                                      |                    |                     |
| 3 janvier         | BanG Dream! (saison 2)                                                        | Série télévisée | Sanzigen                                             | Tokyo MX           |                     |
| 4 janvier         | Love Live! Sunshine!! The School Idol Movie Over the Rainbow                  | Film            | Sunrise                                              | Cinéma             |                     |
| 4 janvier         | Made in Abyss: Tabidachi no yoake                                             | Film            | Kinema Citrus                                        | Cinéma             |                     |
| 4 janvier         | Egao no Daika                                                                 | Série télévisée | Tatsunoko Production                                 | WOWOW              |                     |
| 4 janvier         | Boogiepop wa warawanai                                                        | Série télévisée | Madhouse                                             | AT-X               |                     |
| 5 janvier         | W'z                                                                           | Série télévisée | GoHands Frontier Works                               | MBS                |                     |
| 5 janvier         | Fukigen na Mononokean Tsuzuki                                                 | Série télévisée | Pierrot+                                             | AT-X               |                     |
| 7 janvier         | Ueno-san wa bukiyō                                                            | Série télévisée | Lesprit                                              | BS11               |                     |
| 7 janvier         | Mob Psycho 100 (saison 2)                                                     | Série télévisée | Bones                                                | Tokyo MX           |                     |
| 7 janvier         | Dororo                                                                        | Série télévisée | MAPPA Tezuka Productions                             | TV Tokyo           |                     |
| 8 janvier         | Pastel Memories                                                               | Série télévisée | Project No.9                                         | Tokyo MX           |                     |
| 8 janvier         | Kemono Friends (saison 2)                                                     | Série télévisée | Tomason                                              | TV Tokyo           |                     |
| 8 janvier         | Watashi ni tenshi ga maiorita!                                                | Série télévisée | Doga Kobo                                            | AT-X               |                     |
| 9 janvier         | Dōkyonin wa hiza, tokidoki, atama no ue.                                      | Série télévisée | Zero-G                                               | AT-X               |                     |
| 9 janvier         | Kakegurui ×× (saison 2)                                                       | Série télévisée | MAPPA                                                | MBS                |                     |
| 9 janvier         | 3D Kanojo: Real Girl (saison 2)                                               | Série télévisée | Hoods Entertainment                                  | NTV                |                     |
| 9 janvier         | Rainy Cocoa side G                                                            | Série télévisée | EMT Squared                                          | Tokyo MX           |                     |
| 9 janvier         | Rinshi!! Ekoda-chan                                                           | Série télévisée | -                                                    | Tokyo MX           |                     |
| 9 janvier         | Kemurikusa                                                                    | Série télévisée | Yaoyorozu                                            | Tokyo MX           |                     |
| 9 janvier         | The Rising of the Shield Hero                                                 | Série télévisée | Kinema Citrus                                        | AT-X               |                     |
| 9 janvier         | Meiji Tokyo Renka                                                             | Série télévisée | TMS Entertainment                                    | Tokyo MX           |                     |
| 10 janvier        | Virtual-san wa miteiru                                                        | Série télévisée | -                                                    | Tokyo MX           |                     |
| 10 janvier        | Girly Air Force                                                               | Série télévisée | Satelight                                            | AT-X               |                     |
| 11 janvier        | The Quintessential Quintuplets                                                | Série télévisée | Tezuka Productions                                   | TBS                |                     |
| 11 janvier        | Hulaing Babies                                                                | Série télévisée | Gaina                                                | TV Tokyo           |                     |
| 11 janvier        | The Promised Neverland                                                        | Série télévisée | CloverWorks                                          | Fuji TV            |                     |
| 11 janvier        | Grimms Notes The Animation                                                    | Série télévisée | Brain's Base                                         | TBS                |                     |
| 11 janvier        | Date A Live III (saison 3)                                                    | Série télévisée | J. C. Staff                                          | AT-X               |                     |
| 12 janvier        | Fate/stay night: Heaven's Feel II. lost butterfly                             | Film            | ufotable                                             | Cinéma             |                     |
| 12 janvier        | Bermuda Triangle: Colorful Pastrale                                           | Série télévisée | Seven Arcs Pictures                                  | Tokyo MX           |                     |
| 12 janvier        | Domestic na kanojo                                                            | Série télévisée | Diomedéa                                             | MBS                |                     |
| 12 janvier        | Magical Girl Spec-Ops Asuka                                                   | Série télévisée | Liden Films                                          | MBS                |                     |
| 12 janvier        | Endro~!                                                                       | Série télévisée | Studio Gokumi                                        | Tokyo MX           |                     |
| 12 janvier        | Kaguya-sama: Love is War                                                      | Série télévisée | A-1 Pictures                                         | BS11               |                     |
| 13 janvier        | Kōya no kotobuki hikōtai                                                      | Série télévisée | Gemba                                                | Tokyo MX           |                     |
| 16 janvier        | Eromanga Sensei                                                               | OAV             | A-1 Pictures                                         | -                  |                     |
| 18 janvier        | Made in Abyss: Hōrō suru tasogare                                             | Film            | Kinema Citrus                                        | Cinéma             |                     |
| 20 janvier        | Manaria Friends (en)                                                          | Série télévisée | Cygames Pictures                                     | Tokyo MX           |                     |
| 25 janvier        | Ashita sekai ga owaru toshitemo                                               | Film            | Craftar                                              | Cinéma             |                     |
| 25 janvier        | Psycho-Pass SS Case.1 Tsumi to Batsu                                          | Film            | Production I.G                                       | Cinéma             |                     |
| 28 janvier        | Piano no mori                                                                 | Série télévisée | Gaina                                                | NHK                |                     |
| 8 février         | City Hunter                                                                   | Film            | Sunrise                                              | Cinéma             |                     |
| 8 février         | Yōjo Senki: Saga of Tanya the Evil                                            | Film            | NuT                                                  | Cinéma             |                     |
| 9 février         | Code Geass: Lelouch of the Re;surrection                                      | Film            | Sunrise                                              | Cinéma             |                     |
| 15 février        | Dungeon ni deai o motomeru no wa machigatteiru darō ka: Arrow of the Orion    | Film            | J. C. Staff                                          | Cinéma             |                     |
| 15 février        | Psycho-Pass SS Case.2 First Guardian                                          | Film            | Production I.G                                       | Cinéma             |                     |
| 14 février        | Fight League: Gear Gadget Generators                                          | Film            | Bandai Namco Pictures                                | YouTube            |                     |
| 16 février        | The Royal Tutor                                                               | Film            | Tear Studio                                          | Cinéma             |                     |
| 27 février        | Ikki Tousen: Western Wolves                                                   | OAV             | Arms Corporation                                     | -                  |                     |
| 1er mars          | Doraemon: Nobita no getsumen tansaki                                          | Film            | Shin-Ei Animation                                    | Cinéma             |                     |
| 2 mars            | King of Prism: Shiny Seven Stars I. Prologue x Yukinojō x Taiga               | Film            | Tatsunoko Production                                 | Cinéma             |                     |
| 6 mars            | Senjūshi: Kijūshi-tachi no Happy Birthday!                                    | OAV             | TMS Entertainment                                    | -                  |                     |
| 6 mars            | Otona no Bōguya-san (Rimen)                                                   | ONA             | IMAGICA Image Works                                  | d Animate Store    |                     |
| 8 mars            | Psycho-Pass SS Case.3 Onshū no Kanata ni ____                                 | Film            | Production I.G                                       | Cinéma             |                     |
| 15 mars           | Mr. Osomatsu                                                                  | Film            | Pierrot                                              | Cinéma             |                     |
| 15 mars           | Shimajirō to Ururu no Heroland                                                | Film            | Benesse Corporation                                  | Cinéma             |                     |
| 20 mars           | Hi Score Girl                                                                 | OAV             | J. C. Staff                                          | Netflix            |                     |
| P R I N T E M P S |                                                                               |                 |                                                      |                    |                     |
| 23 mars           | King of Prism: Shiny Seven Stars II. Kakeru x George x Minato                 | Film            | Tatsunoko Production                                 | Cinéma             |                     |
| 23 mars           | Persona 5: Stars and Ours                                                     | OAV             | CloverWorks                                          | Tokyo MX           |                     |
| 27 mars           | Strike the Blood III                                                          | OAV             | Connect                                              | -                  |                     |
| 29 mars           | Trinity Seven 2d film                                                         | Film            | Seven Arcs Pictures                                  | Cinéma             |                     |
| 29 mars           | Kimetsu no yaiba: Kyōdai no kizuna                                            | Film            | ufotable                                             | Cinéma             |                     |
| 29 mars           | Wotaku ni koi wa muzukashii                                                   | OAV             | A-1 Pictures                                         | -                  |                     |
| 1er avril         | Pop Team Epic                                                                 | Spécial         | Kamikaze Douga                                       | -                  |                     |
| 1er avril         | Ultraman                                                                      | ONA             | Production I.G Sola Digital Arts                     | Netflix            |                     |
| 2 avril           | One Punch Man (saison 2)                                                      | Série télévisée | J. C. Staff                                          | TV Tokyo           |                     |
| 2 avril           | The IDOLM@STER Cinderella Girls Gekijō Climax Season (saison 4)               | Série télévisée | Gathering                                            | BS11               |                     |
| 2 avril           | Kono Yo no Hate de Koi wo Utau Shoujo YU-NO                                   | Série télévisée | feel.                                                | AT-X               |                     |
| 3 avril           | Neko no Nyahho: Nya Miseraburu                                                | Série télévisée | TMS Entertainment TMS Jinnis                         | TV Tokyo           |                     |
| 4 avril           | Han-Gyaku-Sei Million Arthur (saison 2)                                       | Série télévisée | J. C. Staff                                          | Tokyo MX           |                     |
| 5 avril           | Beyblade Burst Gachi                                                          | Série télévisée | OLM                                                  | TXN                |                     |
| 5 avril           | Pandora to Akubi                                                              | Film            | XFlag Tatsunoko Production                           | Cinéma             |                     |
| 6 avril           | Senryū shōjo                                                                  | Série télévisée | Connect                                              | MBS                |                     |
| 6 avril           | Midara na Ao-chan wa Benkyō ga Dekinai                                        | Série télévisée | Silver Link                                          | MBS                |                     |
| 6 avril           | Fruits Basket                                                                 | Série télévisée | TMS Entertainment                                    | TV Tokyo           |                     |
| 6 avril           | Hitori Bocchi no Marumaru Seikatsu                                            | Série télévisée | C2C                                                  | MBS                |                     |
| 6 avril           | Kedama no Gonjiro                                                             | Série télévisée | OLM Wit Studio                                       | TV Tokyo           |                     |
| 6 avril           | MIX                                                                           | Série télévisée | OLM                                                  | NTV                |                     |
| 6 avril           | Demon Slayer: Kimetsu no Yaiba                                                | Série télévisée | ufotable                                             | Tokyo MX           |                     |
| 7 avril           | Bokutachi wa benkyō ga dekinai                                                | Série télévisée | Studio Silver Arvo Animation                         | Tokyo MX           |                     |
| 7 avril           | Kono oto tomare!                                                              | Série télévisée | Platinum Vision                                      | Tokyo MX           |                     |
| 7 avril           | Gunjō no Magmell                                                              | Série télévisée | Pierrot                                              | Tokyo MX           |                     |
| 7 avril           | Shōmetsu Toshi                                                                | Série télévisée | Madhouse                                             | Tokyo MX           |                     |
| 8 avril           | Fairy Gone                                                                    | Série télévisée | P.A.Works                                            | Tokyo MX           |                     |
| 8 avril           | Mayonaka no Occult Kōmuin                                                     | Série télévisée | Liden Films                                          | BS11               |                     |
| 8 avril           | Araiya-san!: Ore to Aitsu ga Onnayu de!?                                      | Série télévisée | Magic Bus                                            | Tokyo MX           |                     |
| 8 avril           | Nande koko ni sensei ga!?                                                     | Série télévisée | tear-studio                                          | Tokyo MX           |                     |
| 8 avril           | Jimoto ga Japan                                                               | Série télévisée | ODDJOB                                               | TV Tokyo           |                     |
| 8 avril           | Namu Amida Bu!: Rendai Utena                                                  | Série télévisée | Asahi Production                                     | Tokyo MX           |                     |
| 9 avril           | Joshi Kausei                                                                  | Série télévisée | Seven                                                | Tokyo MX           |                     |
| 9 avril           | Over Drive Girl 1/6                                                           | Série télévisée | Studio A-Cat                                         | Tokyo MX           |                     |
| 9 avril           | Nobunaga Sensei no Osanazuma                                                  | Série télévisée | Seven                                                | TXN                |                     |
| 10 avril          | Isekai Quartet                                                                | Série télévisée | Studio Puyukai                                       | Tokyo MX           |                     |
| 10 avril          | Carole & Tuesday                                                              | Série télévisée | bones                                                | Fuji TV            |                     |
| 10 avril          | Strike Witches 501 Butai Hasshin Shimasu!                                     | Série télévisée | acca effe Giga Production Production I.G Anime Beans | Tokyo MX           |                     |
| 10 avril          | Sewayaki Kitsune no Senko-san                                                 | Série télévisée | Doga Kobo                                            | Tokyo MX           |                     |
| 10 avril          | Kenja no mago                                                                 | Série télévisée | Silver Link                                          | AT-X               |                     |
| 11 avril          | B Rappers Street                                                              | Série télévisée | Pie in the sky                                       | TV Tokyo           |                     |
| 12 avril          | Meitantei Conan: Konshō no Fist                                               | Film            | TMS Entertainment                                    | Cinéma             |                     |
| 13 avril          | King of Prism: Shiny Seven Stars III. Leo x Yū x Alex(ander)                  | Film            | Tatsunoko Production                                 | Cinéma             |                     |
| 19 avril          | Hibike! Euphonium: Chikai no Finale                                           | Film            | Kyoto Animation                                      | Cinéma             |                     |
| 19 avril          | Crayon Shin-chan: Shinkon Ryokō Hurricane - Ushinawareta Hiroshi              | Film            | Shin-Ei Animation                                    | Cinéma             |                     |
| 19 avril          | Rilakkuma et Kaoru                                                            | ONA             | Dwarf Studio                                         | Netflix            |                     |
| 19 avril          | Watanuki-san Chi no                                                           | Série télévisée | -                                                    | TV Tokyo           |                     |
| 26 avril          | Birthday Wonderland                                                           | Film            | -                                                    | Cinéma             |                     |
| 29 avril          | L'Attaque des Titans Saison 3 [2de partie]                                    | Série télévisée | Wit Studio                                           | NHK                |                     |
| 29 avril          | Kidō Senshi Gundam: The Origin Zenya - Akai Suisei                            | Série télévisée | Sunrise                                              | NHK                |                     |
| 4 mai             | King of Prism: Shiny Seven Stars IV. Louis x Shin x Unknown                   | Film            | Tatsunoko Production                                 | Cinéma             |                     |
| 10 mai            | Kōtetsujō no Kabaneri: Unato Kessen                                           | Film            | Wit Studio                                           | Cinéma             |                     |
| 11 mai            | Miru Tights                                                                   | ONA             | Yokohama Animation Lab                               | Nico Nico Channel  |                     |
| 17 mai            | Sōkyū no Fafner the Beyond 1-3                                                | Film            | XEBECzwei                                            | Cinéma             |                     |
| 24 mai            | Promare                                                                       | Film            | Trigger XFlag Sanzigen                               | Cinéma             |                     |
| 29 mai            | Strike the Blood III                                                          | OAV             | Connect                                              | -                  |                     |
| 14 juin           | Uta no Prince-sama: Maji Love Kingdom                                         | Film            | A-1 Pictures                                         | Cinéma             |                     |
| 14 juin           | Dare ga Tame no Alchemist                                                     | Film            | Satelight                                            | Cinéma             |                     |
| 14 juin           | Fate/kaleid liner Prisma☆Illya: Prisma☆Phantasm                               | OAV             | Silver Link                                          | Cinéma             |                     |
| 14 juin           | Aggretsuko II                                                                 | ONA             | Fanworks                                             | Netflix            |                     |
| 15 juin           | Girls und Panzer das Finale                                                   | Film            | Actas                                                | Cinéma             |                     |
| 15 juin           | Rascal Does Not Dream of a Dreaming Girl                                      | Film            | CloverWorks                                          | Cinéma             |                     |
| 15 juin           | Battle Spirits: Saga Brave                                                    | Film            | Bandai Namco Pictures                                | Cinéma             |                     |
| 20 juin           | Kyochū Rettō                                                                  | OAV             | Passione                                             | -                  |                     |
| É T É             |                                                                               |                 |                                                      |                    |                     |
| 21 juin           | Kimi to, nami ni noretara                                                     | Film            | -                                                    | Cinéma             |                     |
| 21 juin           | Hakubo                                                                        | Film            | Twilight Studio                                      | Cinéma             |                     |
| 28 juin           | Soreike! Anpanman Kirameke! Ice no Kuni no Vanilla-hime                       | Film            | TMS Entertainment                                    | Cinéma             |                     |
| 29 juin           | Cencoroll Connect                                                             | Film            | Anime Innovation Tokyo Aniplex                       | Cinéma             |                     |
| 1er juillet       | Star-Myu                                                                      | Série télévisée | C-Station                                            | Tokyo MX           |                     |
| 1er juillet       | To the Abandoned Sacred Beasts                                                | Série télévisée | MAPPA                                                | Tokyo MX           |                     |
| 2 juillet         | Tejina Senpai                                                                 | Série télévisée | Liden Films                                          | Tokyo MX           |                     |
| 2 juillet         | Sōnan desuka?                                                                 | Série télévisée | Ezo'la                                               | Tokyo MX           |                     |
| 3 juillet         | Dumbbell nan-Kilo moteru?                                                     | Série télévisée | Doga Kobo                                            | AT-X               |                     |
| 4 juillet         | Maō-sama, Retry!                                                              | Série télévisée | Ekachi Epilka                                        | Tokyo MX           |                     |
| 4 juillet         | Uchi no ko no tame naraba, ore wa moshikashitara Maō mo taoseru kamoshirenai. | Série télévisée | Maho Film                                            | Tokyo MX           |                     |
| 5 juillet         | Joshi kōsei no mudazukai                                                      | Série télévisée | Passione                                             | AT-X               |                     |
| 5 juillet         | Dr. Stone                                                                     | Série télévisée | TMS Entertainment                                    | Tokyo MX           |                     |
| 6 juillet         | Granbelm                                                                      | Série télévisée | Nexus                                                | MBS                |                     |
| 6 juillet         | Fire Force                                                                    | Série télévisée | David Production                                     | MBS                |                     |
| 6 juillet         | Araburu kisetsu no otome-domo yo.                                             | Série télévisée | Lay-duce                                             | MBS                |                     |
| 7 juillet         | Lord El-Melloi II's Case Files {Rail Zeppelin} Grace note                     | Série télévisée | TROYCA                                               | Tokyo MX           |                     |
| 7 juillet         | Senki Zesshō Symphogear XV                                                    | Série télévisée | Satelight                                            | Tokyo MX           |                     |
| 7 juillet         | Ensemble Stars!                                                               | Série télévisée | David Production                                     | Tokyo MX           |                     |
| 7 juillet         | Naka no Hito Genome [Jikkyōchū]                                               | Série télévisée | Silver Link                                          | AT-X               |                     |
| 7 juillet         | Karakai jōzu no Takagi-san                                                    | Série télévisée | Shin-Ei Animation                                    | Tokyo MX           |                     |
| 8 juillet         | Vinland Saga                                                                  | Série télévisée | Wit Studio                                           | NHK                |                     |
| 8 juillet         | BEM                                                                           | Série télévisée | LandQ studios                                        | TV Tokyo           |                     |
| 8 juillet         | Kawaikereba Hentai demo Suki ni Natte Kuremasuka?                             | Série télévisée | Geek Toys Seven                                      | AT-X               |                     |
| 8 juillet         | Kochoki: Wakaki Nobunaga                                                      | Série télévisée | Studio DEEN                                          | AT-X               |                     |
| 8 juillet         | Arifureta shokugyō de sekai saikyō                                            | Série télévisée | White Fox asread                                     | AT-X               |                     |
| 9 juillet         | Magimoji Rurumo                                                               | OAV             | J. C. Staff                                          | -                  |                     |
| 9 juillet         | Moi, quand je me réincarne en Slime                                           | OAV             | 8-Bit                                                | -                  |                     |
| 9 juillet         | Cop Craft                                                                     | Série télévisée | Millepensee                                          | BS11               |                     |
| 10 juillet        | Isekai Cheat Magician                                                         | Série télévisée | Encourage Films                                      | AT-X               |                     |
| 12 juillet        | Pokémon the Movie: Mewtwo Strikes Back Evolution                              | Film            | OLM                                                  | Cinéma             |                     |
| 12 juillet        | Given                                                                         | Série télévisée | Lerche                                               | Fuji TV            |                     |
| 12 juillet        | Machikado Mazoku                                                              | Série télévisée | J. C. Staff                                          | TBS                |                     |
| 12 juillet        | A Certain Scientific Accelerator                                              | Série télévisée | J. C. Staff                                          | AT-X               |                     |
| 13 juillet        | Tsūjō kōgeki ga zentai kōgeki de ni-kai kōgeki no okāsan wa sukidesu ka?      | Série télévisée | J. C. Staff                                          | BS11               |                     |
| 13 juillet        | Dungeon ni deai o motomeru no wa machigatteiru darō ka (saison 2)             | Série télévisée | J. C. Staff                                          | BS11               |                     |
| 19 juillet        | Les Enfants du Temps                                                          | Film            | CoMix Wave Films                                     | Cinéma             |                     |
| 19 juillet        | Knights of the Zodiac: Saint Seiya                                            | ONA             | Toei Animation                                       | Netflix            |                     |
| 19 juillet        | Doraemon 40th Anniversary                                                     | OAV             | Shin-Ei Animation                                    | TV Asahi           |                     |
| 24 juillet        | Strike the Blood III                                                          | OAV             | Connect                                              | -                  |                     |
| 27 juillet        | Monster Strike: Noah hakobune no kyūseishu                                    | ONA             | Studio GOONEYS XFLAG                                 | YouTube            |                     |
| 30 juillet        | Try Knights                                                                   | Série télévisée | Gonzo                                                | NTV                |                     |
| 31 juillet        | Kengan Ashura                                                                 | ONA             | Larx Entertainment                                   | Netflix            |                     |
| 2 août            | Dragon Quest: Your Story                                                      | Film            | -                                                    | Cinéma             |                     |
| 3 août            | Fate/Grand Order Absolute Demonic Front: Babylonia - Épisode 0 Initium Iter   | OAV             | CloverWorks                                          | -                  |                     |
| 8 août            | Ninja Box                                                                     | ONA             | Tatsunoko Production C2C                             | Bandai Channel     |                     |
| 9 août            | One Piece: Stampede                                                           | Film            | Toei Animation                                       | Cinéma             |                     |
| 16 août           | Quan Zhi Gao Shou Zhi : For the Glory                                         | Film            | Colored-Pencil Animation Design                      | -                  |                     |
| 23 août           | Ni no kuni                                                                    | Film            | OLM                                                  | Cinéma             |                     |
| 23 août           | Hero Mask                                                                     | ONA             | Pierrot                                              | Netflix            |                     |
| 23 août           | Miru Tights                                                                   | OAV             | Yokohama Animation Lab                               | -                  |                     |
| 27 août           | One Punch Man                                                                 | OAV             | J. C. Staff                                          | -                  |                     |
| 30 août           | Kono subarashii sekai ni shukufuku o! Kurenai densetsu                        | Film            | J. C. Staff                                          | Cinéma             |                     |
| 6 septembre       | Violet Evergarden Gaiden: Eien to jidō shuki ningyō                           | Film            | Kyoto Animation                                      | Cinéma             |                     |
| 10 septembre      | L'Enfant et le Maudit : Siúil, a Rún                                          | OAV             | Wit Studio                                           | -                  |                     |
| 13 septembre      | BanG Dream! FILM LIVE                                                         | Film            | Sanzigen                                             | Cinéma             |                     |
| 20 septembre      | Hello World                                                                   | Film            | Graphinica                                           | Cinéma             |                     |
| 20 septembre      | Hōzuki no reitetsu                                                            | OAV             | Pine Jam                                             | -                  |                     |
| A U T O M N E     |                                                                               |                 |                                                      |                    |                     |
| 25 septembre      | Strike the Blood III                                                          | OAV             | Connect                                              | -                  |                     |
| 26 septembre      | Gochūmon wa usagi desu ka?: Sing For You                                      | OAV             | production dóA                                       | -                  |                     |
| 27 septembre      | Ginga Eiyū Densetsu: Die Neue These - Seiran 1                                | Film            | Production I.G                                       | Cinéma             |                     |
| 1er octobre       | Bananya: Fushigi na nakamatachi (saison 2)                                    | Série télévisée | Gathering TMS Entertainment                          | TV Tokyo           |                     |
| 2 octobre         | Honzuki no gekokujō                                                           | Série télévisée | Ajiadō                                               | WOWOW              |                     |
| 2 octobre         | Null Peta                                                                     | ONA             | Shin-Ei Animation                                    | Nico Nico Dōga     |                     |
| 2 octobre         | Radiant (2e partie)                                                           | Série télévisée | Lerche                                               | E-TV               |                     |
| 2 octobre         | Ahiru no Sora                                                                 | Série télévisée | diomedéa                                             | TV Tokyo           |                     |
| 2 octobre         | Kemonomichi                                                                   | Série télévisée | ENGI                                                 | AT-X               |                     |
| 2 octobre         | Cautious Hero: The Hero is Overpowered but Overly Cautious                    | Série télévisée | White Fox                                            | AT-X               |                     |
| 3 octobre         | Oresuki: Are You The Only One Who Loves Me?                                   | Série télévisée | Connect                                              | Tokyo MX           |                     |
| 3 octobre         | Hōkago Saikoro Club                                                           | Série télévisée | Liden Films                                          | ABC                |                     |
| 3 octobre         | Go Astro Boy Go!                                                              | Série télévisée | Planet Nemo Animation Tezuka Productions             | TV Tokyo           |                     |
| 3 octobre         | High School Prodigies Have It Easy Even In Another World                      | Série télévisée | project No.9                                         | AT-X               |                     |
| 3 octobre         | Azur Lane                                                                     | Série télévisée | Bibury Animation Studios                             | Tokyo MX           |                     |
| 4 octobre         | Strike Witches the Movie: 501 Butai Hasshin Shimasu!                          | Film            | acca effe Giga Production Production I.G Anime Beans | Cinéma             |                     |
| 4 octobre         | Zoids Wild Zero (saison 2)                                                    | Série télévisée | OLM                                                  | TV Tokyo           |                     |
| 4 octobre         | Chūbyō Gekihatsu Boy                                                          | Série télévisée | Studio DEEN                                          | Hikari TV          |                     |
| 5 octobre         | Black Fox                                                                     | Film            | 3Hz                                                  | Cinéma             |                     |
| 5 octobre         | Monster Strike - Lucifer: The Final Arc                                       | ONA             | XFlag StudioGOONEYS                                  | YouTube            |                     |
| 5 octobre         | Granblue Fantasy the Animation Season 2 (saison 2)                            | Série télévisée | MAPPA                                                | Tokyo MX           |                     |
| 5 octobre         | Mairimashita! Iruma-kun                                                       | Série télévisée | Bandai Namco Pictures                                | E-TV               |                     |
| 5 octobre         | Val × Love                                                                    | Série télévisée | Hoods Entertainment                                  | AT-X               |                     |
| 5 octobre         | Fate/Grand Order Absolute Demonic Front: Babylonia                            | Série télévisée | CloverWorks                                          | Tokyo MX           |                     |
| 6 octobre         | Bokutachi wa benkyō ga dekinai! (2de saison)                                  | Série télévisée | Studio Silver Arvo Animation                         | Tokyo MX           |                     |
| 6 octobre         | Kono oto tomare! (2de partie)                                                 | Série télévisée | Platinum Vision                                      | Tokyo MX           |                     |
| 6 octobre         | Tokunana                                                                      | Série télévisée | -                                                    | AT-X               |                     |
| 6 octobre         | XL Jо̄shi                                                                      | Série télévisée | Magic Bus                                            | Tokyo MX           |                     |
| 6 octobre         | Fairy Gone                                                                    | Série télévisée | P.A.Works                                            | Tokyo MX           |                     |
| 7 octobre         | Didn't I Say to Make My Abilities Average in the Next Life?!                  | Série télévisée | project No.9                                         | AT-X               |                     |
| 7 octobre         | Africa no Salaryman                                                           | Série télévisée | HOTZIPANG                                            | Tokyo MX           |                     |
| 7 octobre         | Babylon                                                                       | Série télévisée | Revoroot Twin Engine                                 | Tokyo MX           |                     |
| 7 octobre         | Ani ni tsukeru kusuri wa nai! (saison 3)                                      | Série télévisée | Fanworks Imagineer Planet Cartoon                    | Tokyo MX           |                     |
| 8 octobre         | Z/X Code Reunion                                                              | Série télévisée | Passione                                             | Tokyo MX           |                     |
| 8 octobre         | Beastars                                                                      | Série télévisée | Orange                                               | Netflix            |                     |
| 8 octobre         | Kandagawa Jet Girls                                                           | Série télévisée | TNK                                                  | AT-X               |                     |
| 9 octobre         | Seven Deadly Sins: Wrath of the Gods                                          | Série télévisée | Studio DEEN                                          | TV Tokyo           |                     |
| 10 octobre        | Gundam Build Divers Re:RISE                                                   | ONA             | Sunrise                                              | YouTube            |                     |
| 10 octobre        | Mugen no jūnin: Immortal                                                      | ONA             | Liden Films                                          | Prime Video        |                     |
| 10 octobre        | Assassins Pride                                                               | Série télévisée | EMT Squared                                          | AT-X               |                     |
| 10 octobre        | Hoshiai no Sora                                                               | Série télévisée | 8-Bit                                                | TBS                |                     |
| 11 octobre        | Le bleu du ciel dans ses yeux                                                 | Film            | CloverWorks                                          | Cinéma             |                     |
| 11 octobre        | Celestial Method                                                              | OAV             | 3Hz                                                  | -                  |                     |
| 11 octobre        | No Guns Life                                                                  | Série télévisée | Madhouse                                             | TBS                |                     |
| 12 octobre        | Shokugeki no Sōma: Shin no Sara (saison 4)                                    | Série télévisée | J. C. Staff                                          | Tokyo MX           |                     |
| 12 octobre        | Kabukichō Sherlock                                                            | Série télévisée | Production I.G                                       | TBS                |                     |
| 12 octobre        | Shin Chūka Ichiban!                                                           | Série télévisée | Production I.G                                       | MBS                |                     |
| 12 octobre        | My Hero Academia (saison 4)                                                   | Série télévisée | Bones                                                | ytv                |                     |
| 13 octobre        | Sword Art Online: Alicization - War of Underworld                             | Série télévisée | A-1 Pictures                                         | Tokyo MX           |                     |
| 13 octobre        | Rifle is Beautiful                                                            | Série télévisée | 3Hz                                                  | Tokyo MX           |                     |
| 14 octobre        | Super Shiro                                                                   | ONA             | Science SARU                                         | AbemaTV            |                     |
| 19 octobre        | Star☆Twinkle Precure                                                          | Film            | Toei Animation                                       | Cinéma             |                     |
| 22 octobre        | Chihayafuru 3 (saison 3)                                                      | Série télévisée | Madhouse                                             | NTV                |                     |
| 24 octobre        | Psycho-Pass 3 (saison 3)                                                      | Série télévisée | Production I.G                                       | Fuji TV            |                     |
| 25 octobre        | Ginga Eiyū Densetsu: Die Neue These - Seiran 2                                | Film            | Production I.G                                       | Cinéma             |                     |
| 25 octobre        | Kimi dake ni Motetainda                                                       | Film            | Signal.MD                                            | Cinéma             |                     |
| 26 octobre        | Saenai Heroine no Sodate-kata fine                                            | Film            | CloverWorks                                          | Cinéma             |                     |
| 31 octobre        | Kengan Ashura (2de partie)                                                    | ONA             | Larx Entertainment                                   | Netflix            |                     |
| 1er novembre      | Bokutachi wa benkyō ga dekinai                                                | OAV             | Studio Silver Arvo Animation                         | -                  |                     |
| 8 novembre        | Re:Zero kara hajimeru isekai seikatsu - Hyōketsu no Kizuna                    | OAV             | White Fox                                            | -                  |                     |
| 8 novembre        | Sōkyū no Fafner the Beyond 4-6                                                | Film            | XEBECzwei                                            | Cinéma             |                     |
| 13 novembre       | YuruYuri,                                                                     | OAV             | Lay-duce                                             | -                  |                     |
| 15 novembre       | Tennis no Ōjisama BEST GAMES!! Fuji vs Kirihara                               | OAV             | MSC                                                  | Cinéma             |                     |
| 17 novembre       | Pocket Monster                                                                | Série télévisée | OLM                                                  | TV Tokyo           |                     |
| 22 novembre       | Mayonaka no Occult Kōmuin                                                     | OAV             | Liden Films                                          | -                  |                     |
| 22 novembre       | Dino Girl Gauko                                                               | ONA             | Ascension                                            | Netflix            |                     |
| 22 novembre       | Fragtime                                                                      | OAV             | tear-studio                                          | -                  |                     |
| 28 novembre       | Levius                                                                        | ONA             | Polygon Pictures                                     | Netflix            |                     |
| 29 novembre       | Ginga Eiyū Densetsu: Die Neue These - Seiran 3                                | Film            | Production I.G                                       | Cinéma             |                     |
| 29 novembre       | Gundam G no Reconguista I: Ike! Core Fighter                                  | Film            | Sunrise                                              | Cinéma             |                     |
| 30 novembre       | Monster Strike: End of the World                                              | ONA             | XFlag                                                | YouTube            |                     |
| 13 décembre       | Eiga Yo-kai Watch! Jam: Yo-kai Gakuen Y - Neko wa Hero ni Nareru ka           | Film            | OLM                                                  | Cinéma             |                     |
| 13 décembre       | Bokura no Nanokakan Sensō                                                     | Film            | Ajiadō                                               | Cinéma             |                     |
| 20 décembre       | My Hero Academia the Movie - Heroes: Rising                                   | Film            | Bones                                                | Cinéma             |                     |
| 26 décembre       | Kono Yo no Hate de Koi wo Utau Shoujo YU-NO                                   | OAV             | feel.                                                | -                  |                     |
| 30 décembre       | The Disastrous Life of Saiki K.: Reawakened                                   | ONA             | J. C. Staff EGG FIRM                                 | Netflix            |                     |
| 31 décembre       | Iya na Kao Sare Nagara Opantsu Misete Moraitai                                | OAV             | UWAN Pictures                                        | -                  |                     |